# Flandres (província)
A Flandres (ou Flandres francesa) foi uma antiga província francesa. É parte do antigo Condado de Flandres, agora parte da França, que tradicionalmente consiste na metade norte do Departamento do Norte, a qual se juntam quatro comunas do Passo-de-Calais.
Tradicionalmente a Flandres é composta por duas partes distintas: a Flandres marítima ou flamingante ao norte, historicamente de língua flamenga e a Flandres romana ao sul, também chamada Flandres galicante ou Flandres valona que fazia parte do antigo condado de Flandres, onde sempre falou romance depois língua picarda ou francês. A Flandres romana é a parte mais povoada da Flandres francesa, incluindo sua maior cidade, Lille, apelidada de "Capital das Flandres" na França. As outras cidades principais da Flandres romana são Roubaix, Tourcoing e Douai. Dunquerque é a cidade principal da Flandres flamingante.
Desde sua formação no século XVII, a Flandres francesa foi uma das mais ricas e povoadas províncias da França, que desempenhou um papel de liderança na Revolução Industrial na França.

## Geografia
A Flandres francesa ocupa cerca de metade do departamento do Norte. Às vezes também inclui “pedaços” do Pas-de-Calais anteriormente de língua flamenga: o Artois Flamengo. Lille (Ryssel em flamengo, Rijsel em holandês), Roubaix (Robaais) e Tourcoing (Toerkonje) são os seus principais aglomerações, mas tem outras cidades importantes: Douai (Dowaey), Cassel (Kassel), Dunquerque (Duynkerke), Hazebrouck (Hazebroek), Bailleul (Belle), e alguns também incluem Saint-Amand-les-Eaux (Sint-Amandt-aen-de-Scherpe), embora esta última fizesse parte no Ancien Régime não da Flandres francesa, mas do Tournaisis, então da província de Hainaut após a cessão da maior parte de Tournaisis à Áustria em 1713. A Flandres francesa consiste em duas sub-regiões: a Flandres flamenga, também chamada de Westhoek, onde se fala historicamente o flamengo, e a Flandres românica, de língua picarda.